# Mad TV
A Mad TV (stilizált alakja: MADtv) hosszú ideig futó amerikai televíziós sorozat volt, amely 1995. október 10.-től 2016. szeptember 27.-ig futott. Készítői David Salzman, Fax Bahr és Adam Small. A műsort a Fox vetítette 1995-től 2009-ig. 2015-ben az eredeti szereplőgárda újból összeállt egy különleges epizód erejéig, hogy megünnepeljék az eredeti évad huszadik évfordulóját. Egy évvel később a The CW csatorna berendelt egy új, nyolc részből álló évadot.
A sorozat alapjául a MAD nevű szatirikus magazin szolgált. Az epizódok során a popkultúra különféle elemeit (hírességek, tévéműsorok, videoklipek stb.) parodizálták ki. 15 évadot élt meg 329 epizóddal.
Az epizódokat élő közönség előtt vették fel. 